# 阿列河畔马泽拉
阿列河畔马泽拉（法語：Mazeyrat-d'Allier，法語發音：[mazeʁa dalje]）是法国上卢瓦尔省的一个市镇，位于该省西部，属于布里尤德区。

## 地理
阿列河畔马泽拉（45°7'15"N, 3°31'41"E）面积44.95 平方千米，位于法国奥弗涅-罗讷-阿尔卑斯大区上盧瓦爾省，该省份为法国中南部省份，北起多姆山省和卢瓦尔省，西接康塔爾省，南至洛泽尔省，东临阿尔代什省。
与阿列河畔马泽拉接壤的市镇（或旧市镇、城区）包括：欧巴扎、维萨克-欧泰拉克、塞尔扎、库特日、朗雅克、阿列河畔圣阿尔孔、圣乔治多拉克。

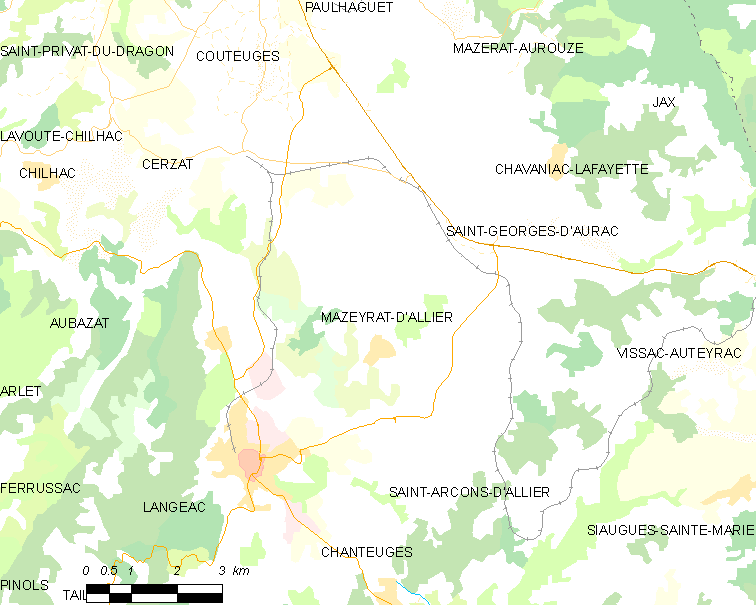
阿列河畔马泽拉的OSM定位图

阿列河畔马泽拉的时区为UTC+01:00、UTC+02:00（夏令时）。

## 行政
阿列河畔马泽拉的邮政编码为43300，INSEE市镇编码为43132。

## 政治
阿列河畔马泽拉所属的省级选区为拉法耶特地区县。

## 人口

1962-2008年间阿列河畔马泽拉人口变化图示

阿列河畔马泽拉于2022年1月1日时的人口数量为1426人。